# 璦琿道
璦琿道，清朝末期设置的道，属于黑龙江省。
光绪三十四年（1908年）七月裁撤瑷珲副都统，设立瑷珲兵备道，加参领衔。驻在瑷珲城，即今黑龙江省黑河市爱辉区南瑷珲镇。宣统三年（1911年）冬，东界吉林省，西界呼倫廳，南界海伦府，北界俄罗斯帝国。下辖瑷珲直隶厅（驻瑷珲城）、黑河府（驻今黑龙江省黑河市爱辉区城区）。